# 로라 존슨

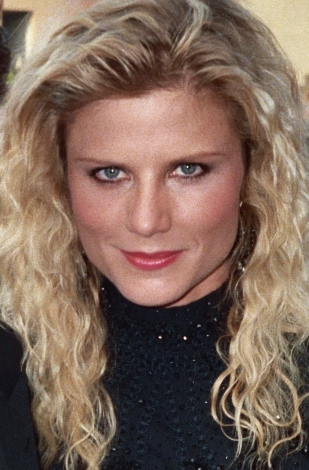

로라 존슨(Laura Johnson, 1957년 8월 1일 ~ )은 미국의 배우이다.
버뱅크에서 태어났다.

## 출연 작품
- 더 와일드 맨 오브 더 네이비대드 (2008년)
- 4번의 크리스마스 (2008년)
- 나이트 플라이트 (2005년) - 금발 여성 역
- 호프 랜치 (2002년) - 샘 역
- 저지 앤 쥬리 (1996년)
- 어둠 속의 그림자 (1995년)
- 페이퍼 하츠 (1993년)
- 범죄자 대 범죄자 (1993년)
- 데드리 익스포셔 (1993년)
- 헤드헌터 (1993년)
- 캐더린의 고백 (1992년) - 캐서린 메림스 역
- 레드 슈 다이어리 2 (1992년)
- 살인 비젼 (1991년)
- 살인 표적 (1991년)
- 초능력 슈퍼캅 (1989년)
- 칠러 (1985년)
- 오프닝 나이트 (1977년)

### 텔레비전
- 달라스 (1978년)
- In the Heat of the Night (1992)